# Star Trek: Jurnalul 5
Star Trek: Jurnalul 5 (1975) (titlu original Star Trek Log 5) este o carte science fiction scrisă de Alan Dean Foster. Ea reprezintă a cincea novelizare a unor episoade din Star Trek: Seria animată și a fost publicată inițial de Ballantine Books. Data stelară la care are loc acțiunea este 5527.0-5527.4 inclusiv.  Cartea a fost tradusă în limba română de Eugen Predatu.

## Conținut
- Elementul Ambergris (The Ambergris Element)[3]
- Pirații de pe Orion (The Pirates of Orion)[4]
- Jihad (The Jihad)[5]

## Intriga

### Elementul Ambergris
Adaptare după o nuvelă de Margaret Armen, care a scris și episodul anterior "The Lorelei Signal" și de asemenea a lucrat la seria originală.
Izolați pe o planetă cu apă ciudată, Argo, Kirk și cu Spock sunt în pericol deoarece sunt urmăriți de un monstru marin.

### Pirații de pe Orion
Adaptare după un scenariu de  Howard Weinstein.
Spock suferă de o boală fatală pentru vulcanieni, iar leacul poate fi găsit doar cu ajutorul periculoșilor pirați Orion.  

### Jihad
Adaptare după un scenariu de Stephen Kandel care a mai scris trei episoade cu Harry Mudd: „Poțiunea dragostei”, „Eu, Mudd” și „Planeta iluziilor” (ultimele două din seria originală).
USS Enterprise ajunge lângă asteroidul Vedala, unde căpitanul Kirk și Mr. Spock au fost citați pentru a da detalii despre un artefact religios dispărut, Soul de Skorr. Poporul Skor este pe picior de război amenințând că declanșează jihadul împotriva celorlalte civilizații ale galaxiei. Furtul acestui artefact ar putea da naștere unui război sfânt galactic.

## Personaje
- Argo
- James T. Kirk
- Spock
- Leonard McCoy
- Montgomery Scott
- Hikaru Sulu
- Uhura